# الحبيل (الوضيع)

تعديل مصدري - تعديل

الحبيل هي إحدى قرى عزلة  الوضيع بمديرية الوضيع التابعة لمحافظة أبين، بلغ تعداد سكانها 670 نسمة حسب تعداد اليمن لعام 2004.